# Sparta (Wisconsin)
Pour les articles homonymes, voir Sparta.
Sparta est une ville du Wisconsin, aux États-Unis, siège du comté de Monroe, le long de l'affluent La Crosse River (en). La population de la ville était de 9 522 habitants lors du recensement de 2010.
La ville est dénommée la Bicycling Capital of America, la capitale américaine du cyclisme.

## Démographie
| Groupe            | Portage | Wisconsin | États-Unis |
| ----------------- | ------- | --------- | ---------- |
| Blancs            | 92,2    | 84,3      | 72,4       |
| Autres            | 3,6     | 2,4       | 6,2        |
| Afro-Américains   | 1,5     | 6,3       | 12,6       |
| Métis             | 1,6     | 1,8       | 2,9        |
| Amérindiens       | 0,6     | 1,0       | 0,9        |
| Asiatiques        | 0,5     | 2,3       | 4,8        |
| Total             | 100     | 100       | 100        |
|                   |         |           |            |
| Latino-Américains | 6,8     | 5,9       | 16,7       |

Selon l'American Community Survey pour la période 2010-2014, 92,09 % de la population âgée de plus de 5 ans déclare parler l'anglais à la maison, 7,20 % déclare parler l'espagnol et 0,71 % une autre langue.

## Transports
Sparta possède un aéroport (Fort McCoy Airport, code AITA : CMY).

## Personnalités liées à la ville
Sont nés à Sparta :
- Doane Robinson (1856-1946), un historien qui lança l'idée de la réalisation du mémorial national du mont Rushmore ;
- Deke Slayton (1924-1993), un astronaute américain.